# Rifugio Sapienza
Das Rifugio Sapienza (vollständig: Rifugio Giovanni Sapienza, auch Rifugio Giovannino Sapienza) ist eine Schutzhütte der Sektion Ätna des Club Alpino Italiano (CAI). Sie liegt am Südhang des sizilianischen Vulkans Ätna auf 1910 Metern Höhe. Die in den 1930er Jahren erbaute Hütte wurde mehrmals renoviert und ähnelt mittlerweile einem Hotel mit Bar-, Restaurant- und Pizzeriabetrieb. Neben dem Rifugio befinden sich Parkplätze für Pkw und Reisebusse, Souvenirläden sowie die Talstation der Funivia dell’Etna.
Die Umgebung der Station ist  durch erkaltete Lavaströme, auf denen die Vegetation bisher kaum Fuß gefasst hat, geprägt. Die bisher letzten Lavaströme zerstörten in den Jahren 2001 und 2002 große Teile der Station und der Seilbahneinrichtungen, die später wieder errichtet wurden.
Das Rifugio ist mit normalen Autos und Bussen über die Provinzstraße SP 92 durch die Ortschaften Zafferana Etnea, Monterosso Almo, Trecastagni, Nicolosi, Pedara oder Ragalna zu erreichen. Die Naturstraße, die dann bis zur Bergstation der Seilbahn führt, ist für den normalen Verkehr gesperrt und wird nur von den geländegängigen Kleinbussen und sonstigen Fahrzeugen eines lokalen Unternehmens befahren. Die Kleinbusse ermöglichen es Touristen, zur Bergstation zu kommen, wenn die Seilbahn nicht in Betrieb ist. Wenn Wetter, Schneeverhältnisse und Vulkanaktivität es erlauben, können die Kleinbusse in Richtung Gipfelkrater weiterfahren bis auf eine Höhe von 2.900 m.
In unmittelbarer Nähe der Station befinden sich zwei inaktive Nebenkrater des Ätna, die leicht zu Fuß erwandert werden können (siehe Silvestri-Berge).

## Bilder

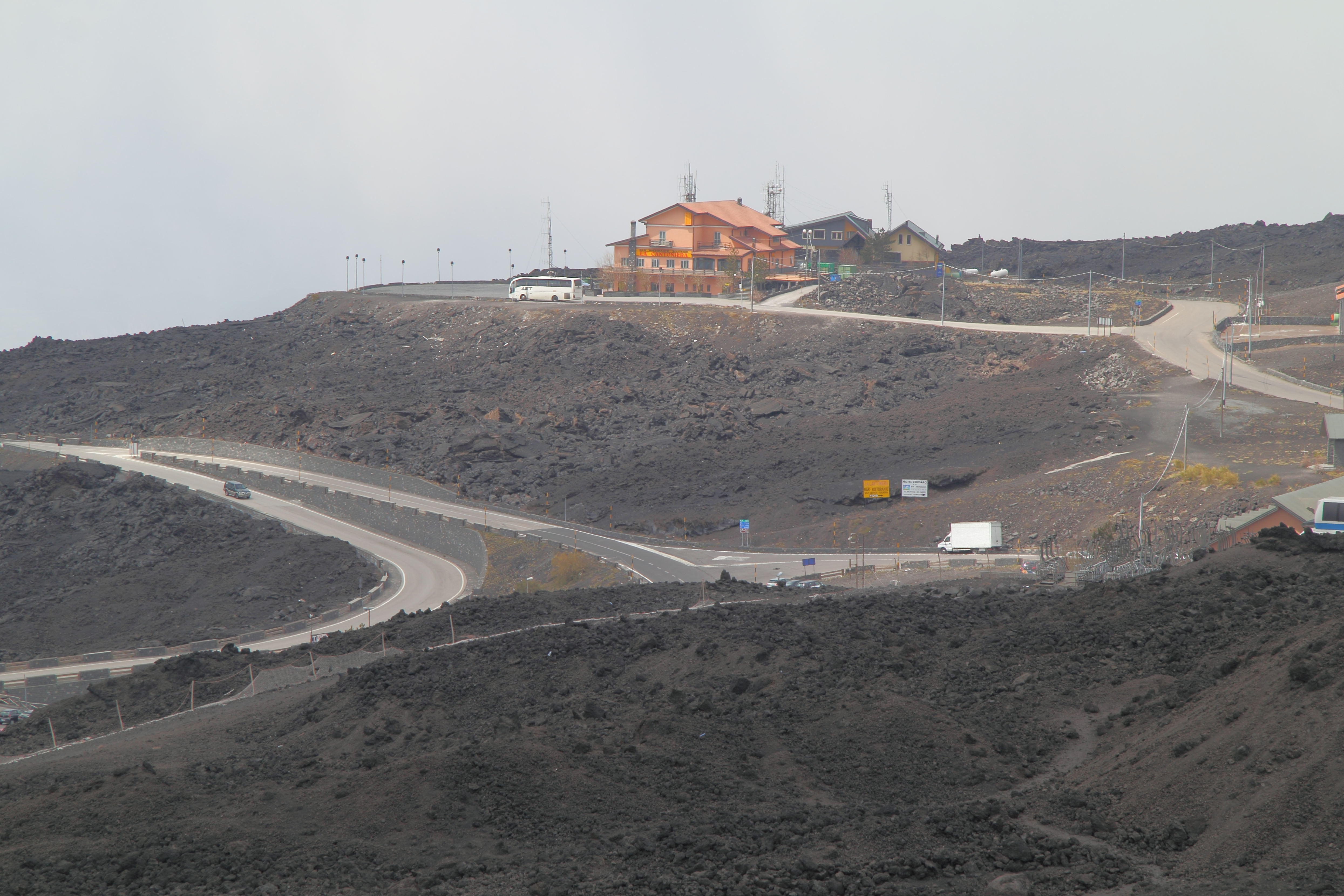
Hotel in Lavafeldern
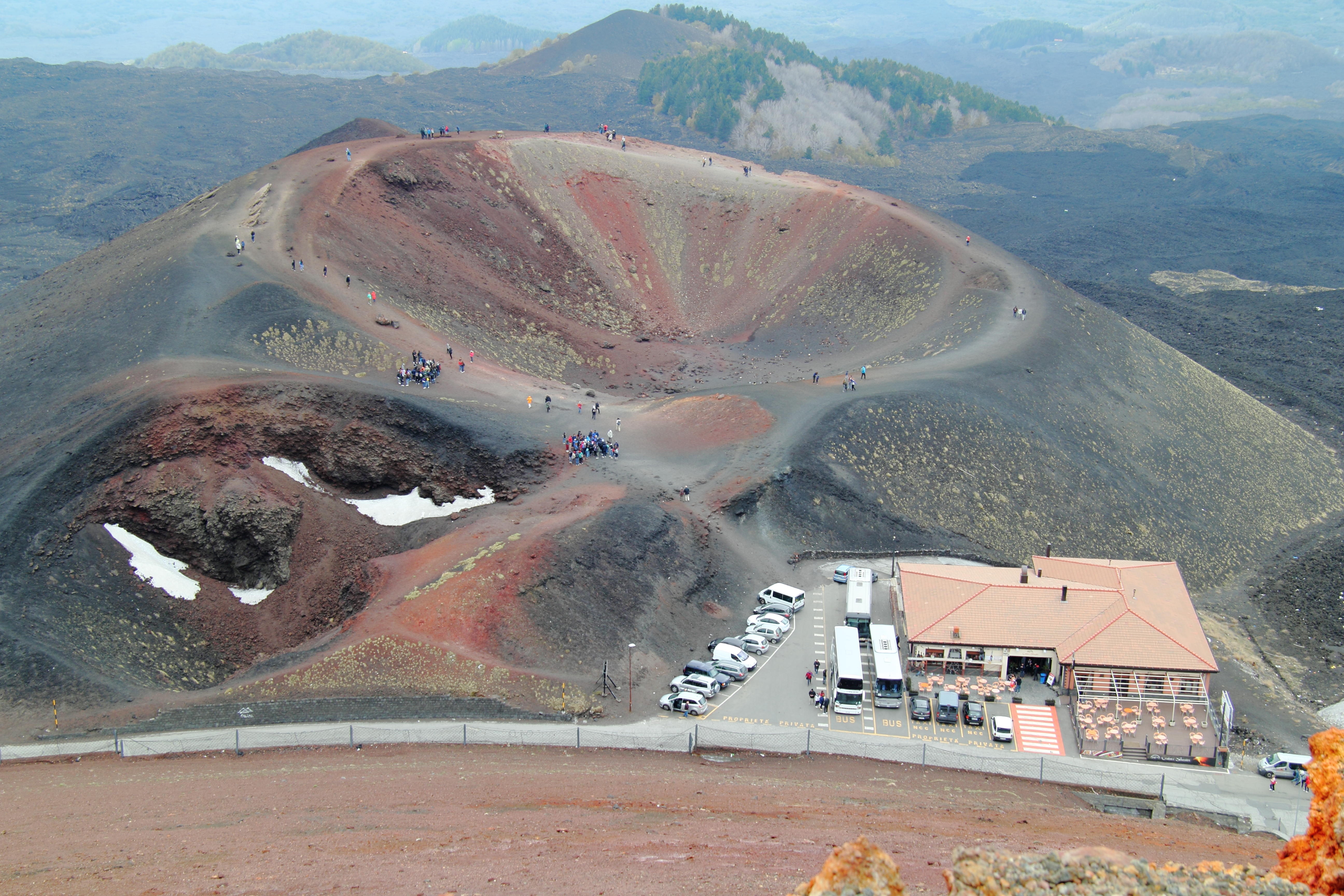
Ein inaktiver Nebenkrater des Ätna (Monte Silvestri Inferiore)
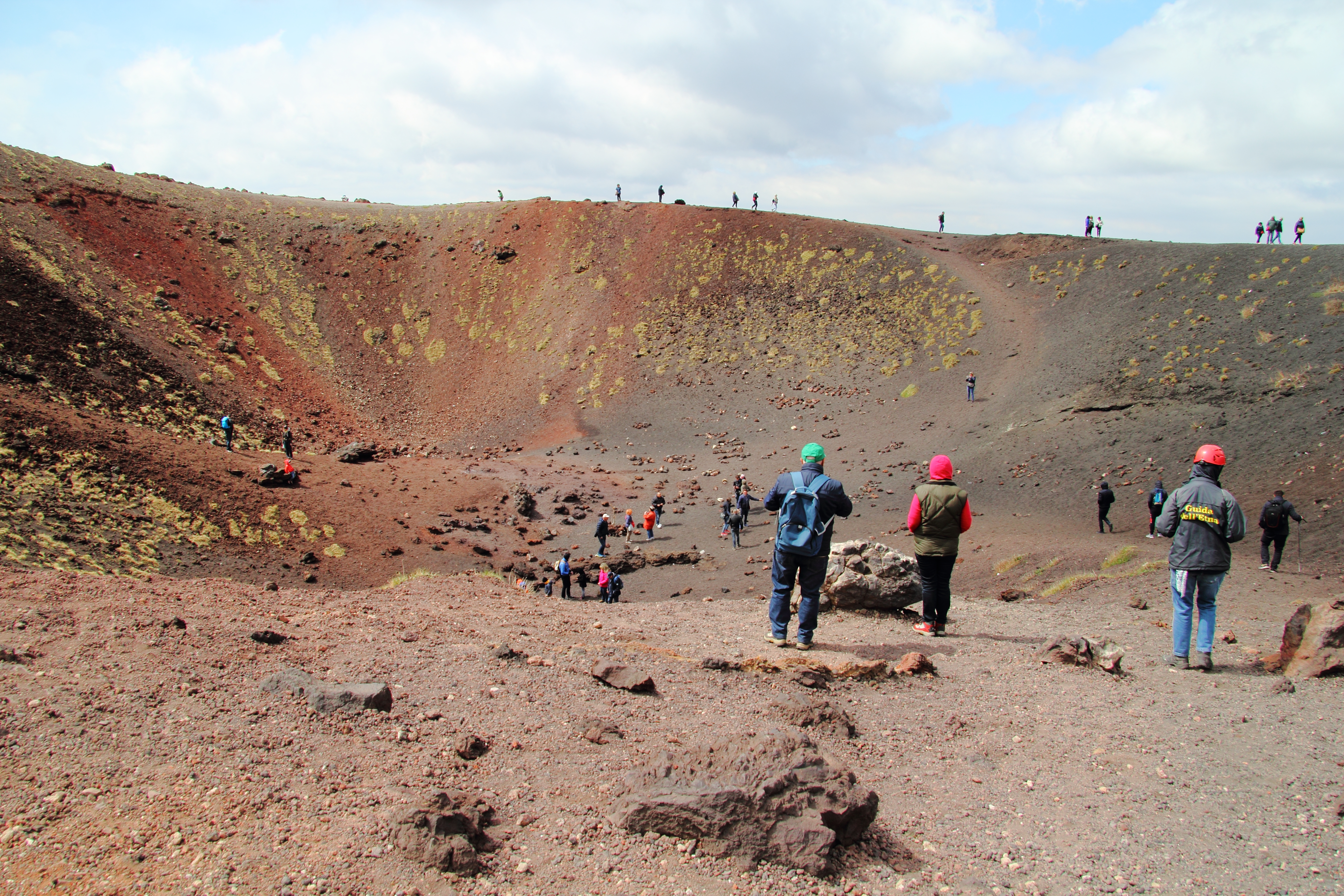
Touristen erkunden einen Nebenkrater
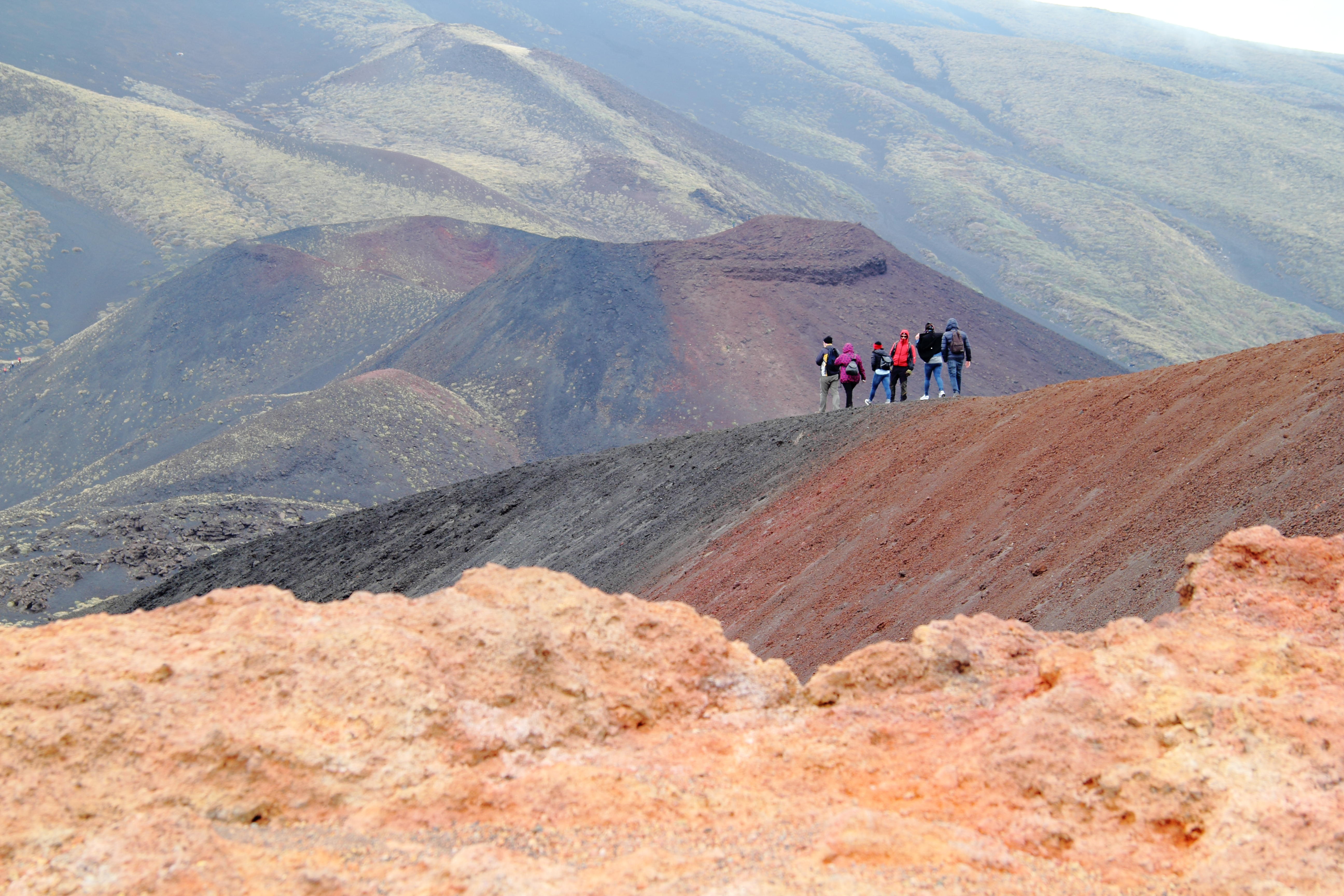
Wanderer in den Lavafeldern